# 인천기독교사회복지관
인천기독교사회복지관(仁川基督敎社會福祉館)은 인천광역시 동구 창영동에 있는 대한제국시대의 건축물이다. 1993년 7월 6일 인천광역시의 유형문화재 제18호로 지정되었다.

## 개요
19세기 말 미국 감리교회가 파견한 여자 선교사들의 합숙소로 사용했던 곳이다. 양철(함석)지붕으로 구조가 독특하며, 벽체는 빨간 벽돌로 쌓았다. 창호는 조선시대 서원이나 절의 승방 등에서 사용하던 방법을 빌어, 쓸 용(用)자 모양으로 꾸몄고, 가장자리는 빗살 모양으로 짜 넣었다. 내부는 목조로 되어 있으며, 2층 가로축에 지하로 드나들 수 있도록 시설하였다. 비교적 원형을 잘 보존하고 있는 근세 르네상스 양식의 건물이다.

## 참고 문헌
- 인천기독교사회복지관 - 국가유산청 국가유산포털